# Raymond J. McGrath

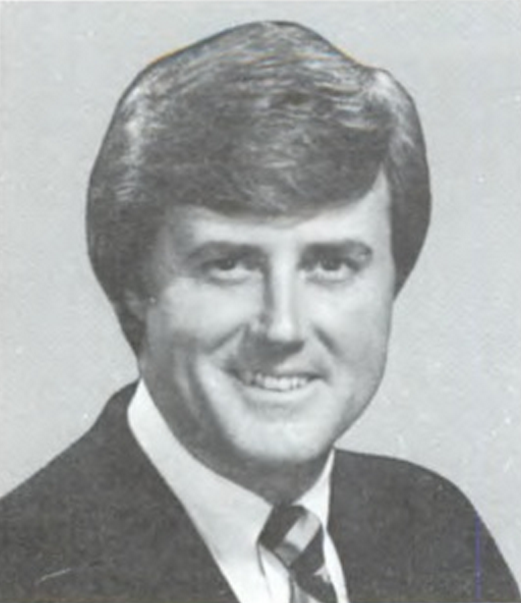
Raymond J. McGrath

Raymond Joseph (Ray) McGrath (* 27. März 1942 in Valley Stream, New York) ist ein US-amerikanischer Politiker. Zwischen 1981 und 1993 vertrat er den Bundesstaat New York im US-Repräsentantenhaus.

## Werdegang
Raymond Joseph McGrath wurde während des Zweiten Weltkrieges in Valley Stream geboren. Er besuchte Privatschulen und graduierte 1959 an der Valley Stream High School. Danach ging er auf die State University of New York at Brockport, die er 1963 mit einem Bachelor of Science wieder verließ. Seinen Master of Arts machte er 1968 an der New York University in New York City. Dann arbeitete er als Lehrer und Schriftsteller. Zwischen 1965 und 1971 war als Deputy Commissioner in Hempstead Parks and Recreation Bureau tätig. Dann saß er zwischen 1976 und 1980 in der New York State Assembly.
Politisch gehörte er der Republikanischen Partei an. Bei den Kongresswahlen des Jahres 1980 wurde er im fünften Wahlbezirk von New York in das US-Repräsentantenhaus in Washington, D.C. gewählt, wo er am 4. Januar 1981 die Nachfolge von John W. Wydler antrat. Er wurde fünf Mal in Folge wiedergewählt. Da er auf eine siebte Kandidatur im Jahr 1992 verzichtete, schied er nach dem 3. Januar 1993 aus dem Kongress aus.
Im Januar 1993 gründete er mit dem Kongressabgeordneten Thomas Downey die Downey McGrath Group, Inc., ein Consulting-Unternehmen in Regierungsangelegenheiten. In diesem Zusammenhang vertrat sein Partner Dubai Ports World im Kongress, der daraufhin ein kontroverses Hafengeschäft genehmigte. Downey argumentierte sein Vorgehen mit folgenden Aussagen: „they would have made this country more secure“, weil „DP World is one of the few companies that could have worked with us to truly improve security, both at home and abroad“. McGrath ist Präsident eines überregionalen Bierbrauerverbands. Er lebt heute in Valley Stream.